# Ulric Neisser
Pour les articles homonymes, voir Neisser.
Ulric Neisser est un psychologue américain né le 8 décembre 1928, et mort le 17 février 2012. Son premier ouvrage, Cognitive Psychology (1967) est considéré comme une référence dans l'histoire de la psychologie cognitive. Il énonce que, tout comme les programmes d’un ordinateur, les théories de cognition sont « des descriptions des vicissitudes de l’information d’entrée ».

## Biographie
Ulric Neisser est né à Kiel, en Allemagne. Sa famille s'installe aux États-Unis en 1931. Neisser obtient sa licence à l'université Harvard en 1950, puis son master au Swarthmore College, et enfin son doctorat de nouveau à Harvard, en 1956. Il enseigne par la suite à l'université Brandeis, à l'université Cornell, puis à l'université Emory.
La psychologie cognitive fait un pas en avant lorsque Neisser publie, en 1967, son ouvrage majeur : Cognitive Psychology.
En 1976, il écrit Cognition and Reality, dans lequel il exprime son rejet du modèle linéaire établi au sein de la psychologie cognitive et du recours excessif aux travaux de laboratoire plutôt qu'aux conditions des situations réelles. Dans ses écrits les plus tardifs, Neisser se montre critique envers la méthodologie employée en psychologie cognitive, considérée selon lui comme « écologiquement invalide » (« écologique » s'entendant : contre la culture et les valeurs de l'individu).
En 1981, Neisser publie John Dean's memory: a case study, en hommage à John Dean, conseiller juridique de la Maison Blanche et acteur du scandale du Watergate.
En 1996, Neisser à la tête d'un groupe de psychologues appartenant à l'American Psychological Association, après la publication de l'ouvrage controversé relatif à la recherche sur l'intelligence intitulé The Bell Curve qui suscitera beaucoup d'émotion auprès du public, publiera à sa suite avec d'autres psychologues un compte rendu des connaissances sur l'intelligence afin d'éclaircir le débat de manière rationnelle.

## Publications
- (en) Ulric Neisser, Cognitive psychology, New York, Appleton-Century-Crofts, 1967.
- (en) Ulric Neisser, Cognition and reality : principles and implications of cognitive psychology, WH Freeman, 1976.
- (en) Ulric Neisser, Memory observed : remembering in natural contexts, 1982.
- (en) Ulric Neisser, Concepts and conceptual development : ecological and intellectual factors in categorization, Cambridge University Press, 1987.
- (en) Ulric Neisser, The Perceived self : Ecological and Interpersonal Sources of Self Knowledge, New York, Cambridge University Press New York, 1993.
- (en) Ulric Neisser, The rising curve : long-term gains in IQ and related measures, American Psychological Association, 1998.

Ouvrages écrits en collaboration :
- (en) Winograd, E et Ulric Neisser, Remembering Reconsidered : Ecological and Traditional Approaches to the Study of Memory, New York, Cambridge University Press New York, 1988.
- (en) Fivush, R et Ulric Neisser, The remembering self : construction and accuracy in the self-narrative, New York, Cambridge University Press New York, 1994.